# 越後國

越後國在日本的位置

越後國（日语：〔〕／〔〕 Echigo no kuni */?）是日本古代的令制國之一，屬北陸道，亦稱越州，領域範圍相當於現在的新潟縣。

## 歷史
根據記載，在7世紀末，文武天皇元年（697年）以前，越後國便成立了。當初的領域包括了現在的新潟縣本州部分的北部（可能為阿賀野川以北）、山形縣及秋田縣，是在日本海側連接蝦夷的邊境分國。
大寶2年（702年）3月，從越中國接收了新潟縣本州的殘餘部分，即頸城郡，古志郡，魚沼郡，蒲原郡。在和銅元年（708年），於北方新擴展領域設置了出羽郡。接著又在和銅5年（712年）9月23日，將出羽郡分離為出羽國，到此為止，越後國的疆域大致形成了。雖然後來於天平16年（743年）2月11日合併了佐渡國，不過，在天平勝寶4年（752年）11月3日又恢復原樣。
越後國的國府位於現在的上越市。不過有人指出此地於越後國的成立時屬於越中國，所以當初的國府應該在更東面，只不過後來遷移至上越市，但最初之國府已不可考。

## 郡
- 頸城郡
- 古志郡
- 三島郡
- 魚沼郡（日语：魚沼郡）
- 蒲原郡
- 沼垂郡（後來與蒲原郡合併）
- 岩船郡

## 相關項目
- 越光米
- 日本令制國列表